# Briercliffe
Briercliffe is een civil parish in het bestuurlijke gebied Burnley, in het Engelse graafschap Lancashire met 4031 inwoners.